# Gottfried II. (Löwen)

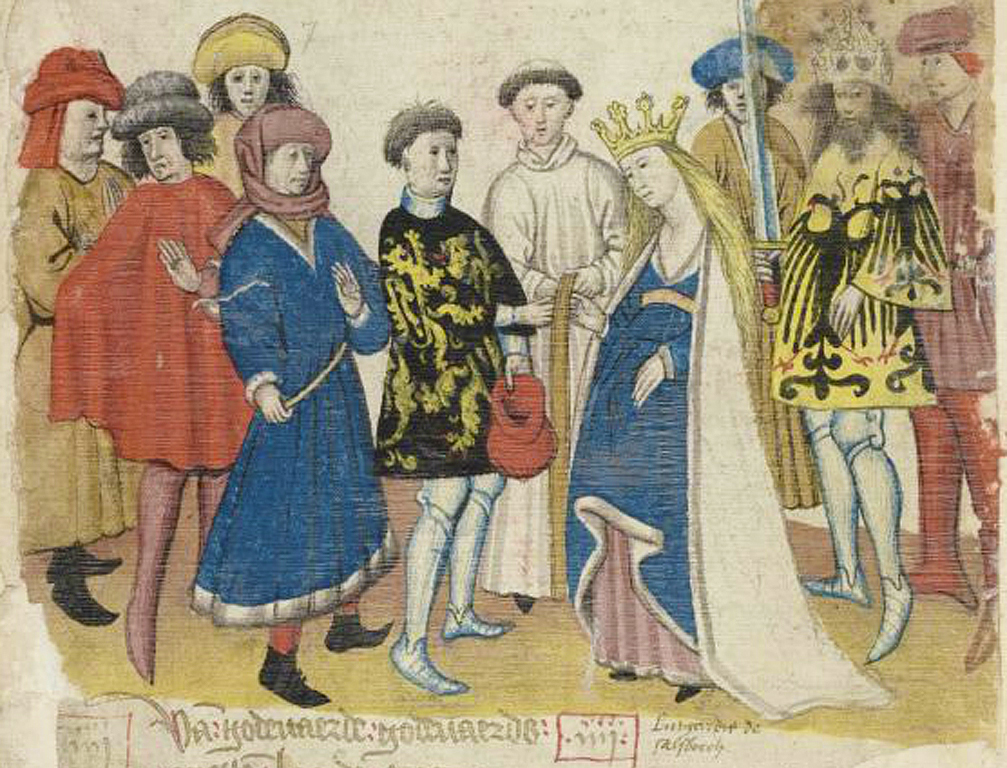
Jan van Boendale: Hochzeit von Gottfried II. und Luitgard von Sulzbach

Gottfried II.  (* um 1110; † 13. Juni 1142) war Graf von Löwen und Landgraf von Brabant seit dem 23. Januar 1139. Er war der Sohn von Gottfried I. von Löwen und Ida von Chiny. Er wurde 1139 – durch Ernennung nach dem Tod Walrams III. von Limburg – als Gottfried VII. auch Herzog von Niederlothringen und dadurch Markgraf von Antwerpen.
Gottfried und sein Vater trugen den Herzogstitel bereits seit 1136, was vom römisch-deutschen König Konrad III., der mit einer Schwester von Gottfrieds Ehefrau verheiratet war, bestätigt wurde. Walram hinterließ einen Sohn, Heinrich II. von Limburg, der die herzoglichen Rechte seines Vaters behauptete. Zwischen Gottfried und Heinrich brach ein Krieg aus, in dem Heinrich schnell und entscheidend unterlag. Gottfried selbst starb zwei Jahre später an einer Leberkrankheit. Er wurde in Sint Pieter in Löwen bestattet.
Er heiratete Luitgard, Tochter von Graf Berengar I. von Sulzbach, Schwester der Gertrud von Sulzbach, der Ehefrau Konrads III., und der Bertha von Sulzbach, der Ehefrau des Kaisers Manuel I. von Byzanz. Sein Nachfolger wurde sein Sohn Gottfried III.